# بوب أندرسون (لاعب دارت)
بوب أندرسون (بالإنجليزية: Bob Anderson)‏ هو لاعب دارت بريطاني، ولد في 7 نوفمبر 1947 في ونشستر في المملكة المتحدة.

## وصلات خارجية
- بوب أندرسون على موقع DartsDatabase.co.uk (الإنجليزية)
- بوب أندرسون على موقع IMDb (الإنجليزية)
- بوب أندرسون على موقع قاعدة بيانات الفيلم (الإنجليزية)